# Stenaria butterwickiae
Stenaria butterwickiae är en måreväxtart som först beskrevs av Edward Everett Terrell, och fick sitt nu gällande namn av Edward Everett Terrell. Stenaria butterwickiae ingår i släktet Stenaria och familjen måreväxter. Inga underarter finns listade i Catalogue of Life.